# زانده، بلژیوم
زانده (به لاتین: Zande) یک منطقهٔ مسکونی در بلژیک است که در کوئکولر واقع شده‌است. زانده ۵٫۳۴ کیلومتر مربع مساحت و ۳۰۲ نفر جمعیت دارد.